# Bruno Kafka
Bruno Kafka (27. září 1881 Praha – 12. července 1931 tamtéž) byl rakousko-uherský a československý právník, vysokoškolský pedagog a politik židovského původu, meziválečný poslanec Národního shromáždění za Německou demokratickou svobodomyslnou stranu a Německé pracovní a volební společenství.

## Biografie
Jeho otec byl pražským advokátem. Bruno vystudoval gymnázium v Praze a pražskou německou univerzitu. Roku 1904 byl promován na doktora práv. Následně ještě studoval v Heidelbergu a Lipsku. Roku 1907 se stal privátním docentem pro občanské právo na Právnické fakultě pražské německé univerzity. Roku 1912 se stal mimořádným profesorem na této škole.
Od roku 1919 byl na pražské německé univerzitě řádným profesorem. Byl aktivní v pražském veřejném životě. Angažoval se v německé Společnosti pro vědy a umění a v otázkách rozvoje německého divadla v Praze. Za první světové války stál v čele pražského válečného zásobovacího úřadu.
Od roku 1916 byl předsedou malé Německé pokrokové strany, která se po vzniku Československa změnila na Německou demokratickou svobodomyslnou stranu (DDFP).
V parlamentních volbách v roce 1920 získal poslanecké křeslo v Národním shromáždění za Německou demokratickou svobodomyslnou stranu. Do parlamentu se vrátil až po parlamentních volbách v roce 1929. Kandidoval nyní za koalici Německé volební společenství, do níž vstoupil Německý svaz zemědělců, menší Karpatoněmecká strana a Kafkova domovská strana Německé pracovní a volební společenství (DAWG). Byl pak členem poslaneckého klubu Německého svazu zemědělců, od roku 1930 jen jako hospitant. Po jeho smrti nastoupil na jeho poslanecký post Franz Bacher. V parlamentu se zaměřoval na otázky zahraniční politiky. Reprezentoval německou menšinu v Praze.
V zemských volbách roku 1928 byl zvolen i do Českého zemského zastupitelstva.
Patřil mezi zakladatele formace DAWG, kam přivedl skupinu bývalých členů Německé demokratické svobodomyslné strany. V rámci DAWG patřil ke stoupencům spolupráce s ČSR a s vládní koalicí.
Podle údajů k roku 1930 byl povoláním univerzitním profesorem v Praze. Na akademický rok 1931/1932 byl zvolen rektorem pražské německé univerzity, ale do funkce už nenastoupil, protože zemřel v červenci 1931. Zemřel po těžkém utrpení na rakovinu. Národní listy v nekrologu ocenily, že jeho projevy v parlamentě vynikaly věcností a jako politický odpůrce byl vždy gentlemanem.
Jeho synem byl ekonom Alexandre Kafka. Jeho bratrancem byl spisovatel Franz Kafka.